# سنترفيل (تينيسي)
سنترفيل (بالإنجليزية: Centerville, Tennessee)‏ هي بلدة تقع بولاية تينيسي في الولايات المتحدة. تبلغ مساحتها 28.2 (كم²)، وترتفع عن سطح البحر 190 م، بلغ عدد سكانها 3644 نسمة في عام 2010 حسب إحصاء مكتب تعداد الولايات المتحدة وتصل الكثافة السكانية فيها 134.5 نسمة/كم2.

## التركيبة السكانية
حدّد مكتب تعداد الولايات المتحدة بيانات التركيبة السكانية لسنترفيل في تعداد الولايات المتحدة. في ما يلي، التركيبة السكانية حسب تعدادي 2000 و2010.

### تعداد عام 2000
بلغ عدد سكان سنترفيل 3,793 نسمة بحسب تعداد عام 2000، وبلغ عدد الأسر 1,563 أسرة وعدد العائلات 997 عائلة مقيمة في البلدة. في حين سجلت الكثافة السكانية 136.1 نسمة لكل كيلومتر مربع (352.5/ميل2). وبلغ عدد الوحدات السكنية 1,688 وحدة بمتوسط كثافة قدره 60.6 لكل كيلومتر مربع (157.0/ميل2).
وتوزع التركيب العرقي للبلدة بنسبة 93.51% من البيض و4.77% من الأمريكيين الأفارقة و0.37% من الأمريكيين الأصليين و0.03% من الأمريكيين ذوي الأصول الآسيوية و0.24% من الأعراق الأخرى و1.08% من عرقين مختلطين أو أكثر و0.90% من الهسبانيون أو اللاتينيون من أي عرق.
بلغ عدد الأسر 1,563 أسرة كانت نسبة 29.8% منها لديها أطفال تحت سن الثامنة عشر تعيش معهم، وبلغت نسبة الأزواج القاطنين مع بعضهم البعض 48.3% من أصل المجموع الكلي للأسر، ونسبة 11.8% من الأسر كان لديها معيلات من الإناث دون وجود شريك، بينما كانت نسبة 3.7% من الأسر لديها معيلون من الذكور دون وجود شريكة وكانت نسبة 36.2% من غير العائلات. تألفت نسبة 34.3% من أصل جميع الأسر من عدة أفراد يعيشون في نفس المنزل ونسبة 19.4% كانت تتألف من شخص يعيش بمفرده يبلغ من العمر 65 عاماً أو أكثر. وبلغ متوسط حجم الأسرة المعيشية 2.28، أما متوسط حجم العائلات فبلغ 2.89.
بلغ العمر الوسطي للسكان 42.2 عاماً. وكانت نسبة 21.1% من القاطنين تحت سن الثامنة عشر، وكانت نسبة 7.2% بين الثامنة عشر والرابعة والعشرين عاماً، ونسبة 24.3% كانت واقعةً في الفئة العمرية ما بين الخامسة والعشرين والرابعة والأربعين عاماً، ونسبة 22.4% كانت ما بين الخامسة والأربعين والرابعة والستين، ونسبة 19.2% كانت ضمن فئة الخامسة والستين عاماً فما فوق. يوجد لكل 100 أنثى 87.5 ذكر، ويوجد لكل 100 أنثى في الثامنة عشر من عمرها فما فوق 80.7 ذكر.

### تعداد عام 2010
بلغ عدد سكان سنترفيل 3,644 نسمة بحسب تعداد عام 2010، وبلغ عدد الأسر 1,510 أسرة وعدد العائلات 955 عائلة مقيمة في البلدة. في حين سجلت الكثافة السكانية 130.7 نسمة لكل كيلومتر مربع (338.5/ميل2). وبلغ عدد الوحدات السكنية 1,723 وحدة بمتوسط كثافة قدره 61.8 لكل كيلومتر مربع (160.1/ميل2).
وتوزع التركيب العرقي للبلدة بنسبة 94.10% من البيض و3.59% من الأمريكيين الأفارقة و0.27% من الأمريكيين الأصليين و0.22% من الأمريكيين ذوي الأصول الآسيوية و0.58% من الأعراق الأخرى و1.23% من عرقين مختلطين أو أكثر و1.87% من الهسبانيون أو اللاتينيون من أي عرق.
بلغ عدد الأسر 1,510 أسرة كانت نسبة 25.3% منها لديها أطفال تحت سن الثامنة عشر تعيش معهم، وبلغت نسبة الأزواج القاطنين مع بعضهم البعض 47.9% من أصل المجموع الكلي للأسر، ونسبة 11.8% من الأسر كان لديها معيلات من الإناث دون وجود شريك، بينما كانت نسبة 3.5% من الأسر لديها معيلون من الذكور دون وجود شريكة وكانت نسبة 36.8% من غير العائلات. تألفت نسبة 33.3% من أصل جميع الأسر من عدة أفراد يعيشون في نفس المنزل ونسبة 18.5% كانت تتألف من شخص يعيش بمفرده يبلغ من العمر 65 عاماً أو أكثر. وبلغ متوسط حجم الأسرة المعيشية 2.25، أما متوسط حجم العائلات فبلغ 2.84.
بلغ العمر الوسطي للسكان 46.0 عاماً. وكانت نسبة 18.8% من القاطنين تحت سن الثامنة عشر، وكانت نسبة 8.2% بين الثامنة عشر والرابعة والعشرين عاماً، ونسبة 21.7% كانت واقعةً في الفئة العمرية ما بين الخامسة والعشرين والرابعة والأربعين عاماً، ونسبة 27.4% كانت ما بين الخامسة والأربعين والرابعة والستين، ونسبة 23.9% كانت ضمن فئة الخامسة والستين عاماً فما فوق. وتوزع التركيب الجنسي للسكان بنسبة 47.1% ذكور و52.9% إناث.

## أعلام
- مايك سميثسون
- ديل ريفز
- ويليام ك. سيباستيان
- ميني بيرل

## وصلات خارجية
- The US50 - Cities and Towns in Tennessee State
- Tennessee Cities and Towns, Facts, Map, Flag, Colleges, Government, and More